# Moto Laverda
Moto Laverda (Làverda /ˈlaverda/) è stata una casa motociclistica italiana fondata a Breganze nel 1949. Dopo essere stata acquistata prima dal gruppo Aprilia nel 2000 e successivamente dal gruppo Piaggio nel 2004 è stata definitivamente chiusa nel 2006 in seguito alla morte di Massimo Laverda, persona chiave nella direzione dell’azienda.

## Storia
L'idea di costruire motocicli venne a Francesco Laverda, dottore in fisica e direttore tecnico della già importante azienda di famiglia, che da quasi un secolo produceva macchine agricole, dopo un breve inizio nella costruzione di orologi per torri e campanili.
Vista la grande richiesta di veicoli per il trasporto personale, creatasi nel secondo dopoguerra, nel 1947 pensò di realizzare un motociclo adatto alle esigenze dell'epoca.
Il lavoro di progettazione e sviluppo venne effettuato, nei ritagli di tempo libero, in coppia con il tecnico Luciano Zen, riuscendo a costruire il prototipo funzionante. Si trattava di una motoleggera con robusto telaio in lamiera stampata e motore a 4 tempi, dotata di sospensione integrale e di un futuristico braccio metallico pressofuso cavo che forma la parte sinistra del forcellone oscillante e contiene il gruppo frizione-cambio-trasmissione. Il prototipo diede ottimi risultati, particolarmente nei consumi: testato dalla rivista Motociclismo, nel 1948, segnò una percorrenza di oltre 60 km con un litro di benzina su percorso misto. Tuttavia il braccio pressofuso aveva un costo di produzione assai elevato e si decise per una soluzione più tradizionale ed economica.
Individuato lo standard tecnico definitivo della motoleggera, Francesco Laverda dovette superare l'iniziale ostilità dei fratelli che guardavano con diffidenza alla possibilità di impegnare l'azienda in un campo produttivo tanto diverso dalle macchine agricole, per fondare la "S.A.S Dottor Francesco Laverda & Fratelli", il 13 ottobre 1949.

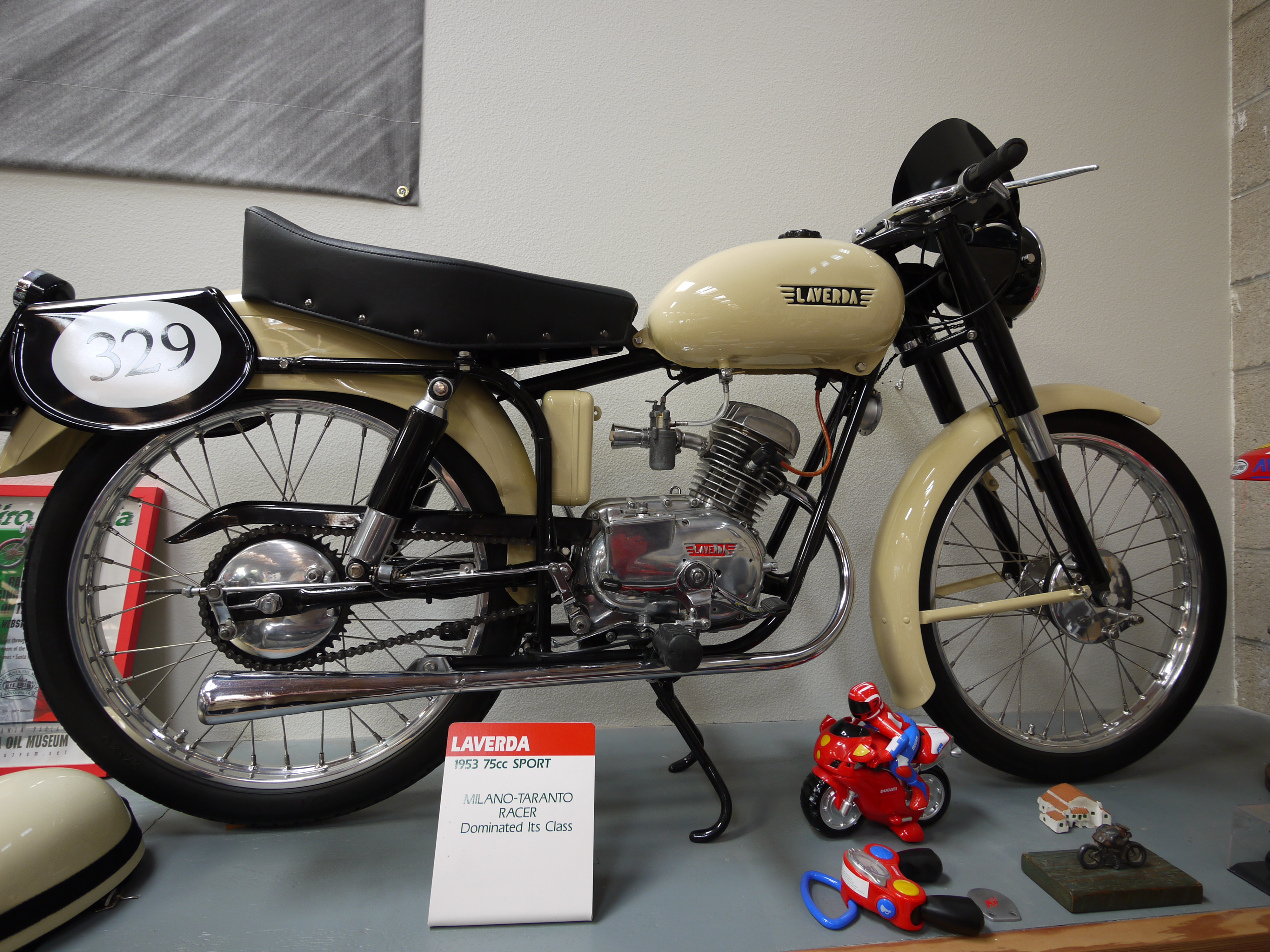
Laverda 75 Sport Milano-Taranto del 1953

Il primo modello fu la Laverda 75, presentata nel 1950. La 75 partecipò a numerose gare su svariati circuiti cittadini, nel 1951 con 4 moto di serie in versione sport partecipò ufficialmente alla Milano-Taranto ottenendo il 4° 5° 6º e 10º posto della categoria 75.
Nel 1952 alla Milano Taranto (1.410 km) le Laverda 75 occuparono le prime cinque posizioni in classifica. Al motogiro d'Italia del 1953 (3.049 km) la Laverda 75 guidata dal pilota Guido Mariani vinse nella sua categoria alla media di 81,372 km/h seguirono altre 3 moto entro i primi 5 vincendo così la Coppa d'Oro Dragoni. Alla Milano Taranto dello stesso anno si confermò il dominio della Moto Laverda con la vittoria del pilota E.Fontanili alla media di 82.288 km/h.
Nel 1954 al Motogiro conquista i primi 10 posti della 75 cm³ e compare anche la 100 cm³ che ottiene i primi due posti. Nell'arco degli anni le piccole Laverda 75 e 100 riescono a monopolizzare le categorie delle piccole cilindrate, il modello 100 cm³ riuscì in molte gare a superare le medie delle più grosse 125.

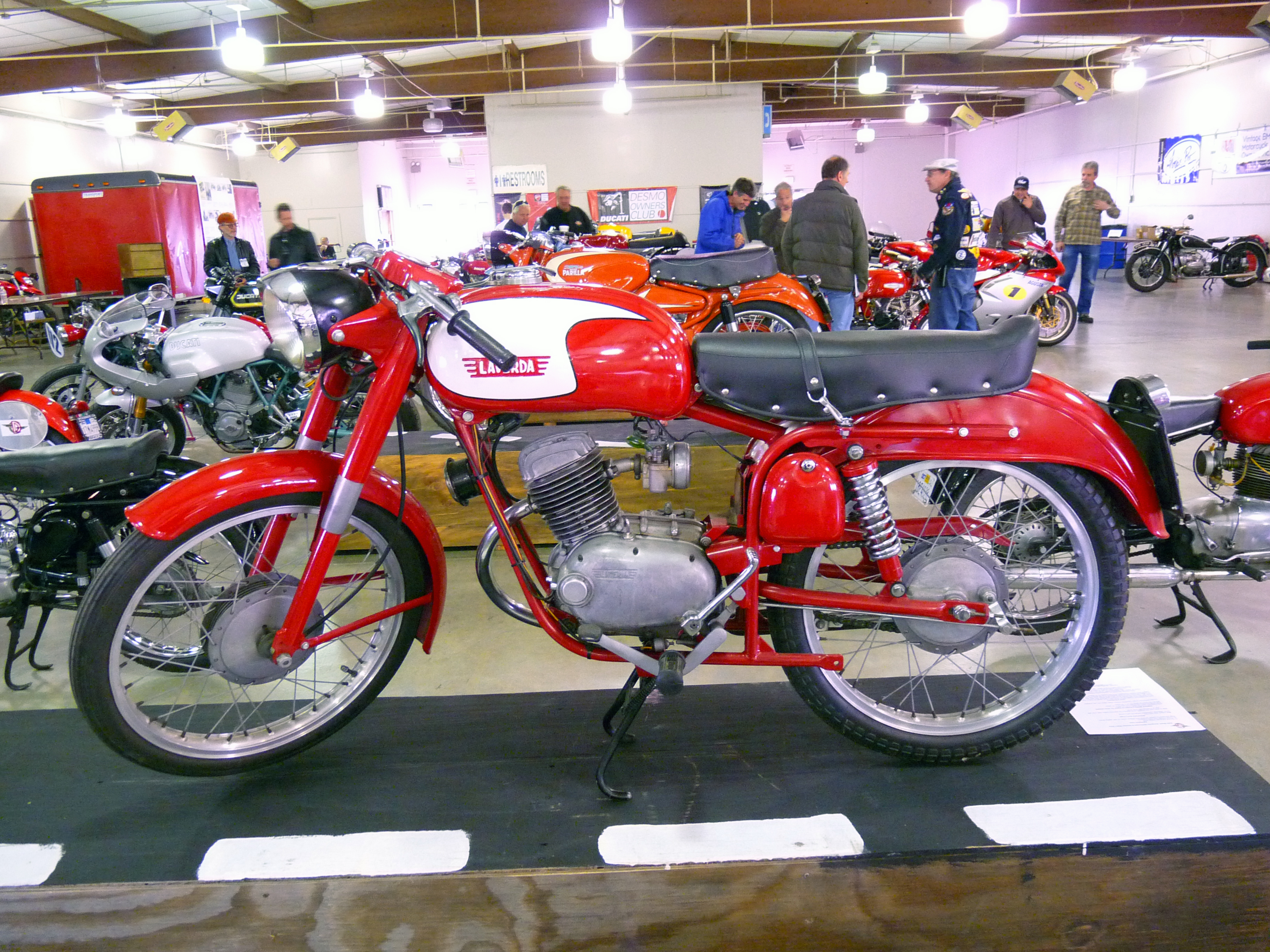
Laverda 100 Sport Lusso (1955-1960)

Nel 1957 furono abolite rispettivamente: la Milano Taranto, il Motogiro d'Italia e progressivamente tutte le altre corse su strada causa il grave incidente avvenuto durante la Mille Miglia dello stesso anno.
Nel 1958 la moto Laverda presenta 4 modelli: due ciclomotori (Turismo 94.000 lire e Sport 102.000 lire) e due moto 100 cm³ (Gran Turismo 176.000 lire e la Sport Lusso 176.000 lire)
Nel 1959 fu presentato il Mini-Scooter da 49 cm³ a quattro tempi e a 2 marce, marce che nel 1961 furono portate a 3 e l'anno successivo affiancato da un 60 cm³ inizialmente destinato al mercato inglese.
Nel 1961 viene presentata la 200 Twin, moto con motore di 200 cm³ bicilindrico frontemarcia 4 tempi. Ebbe un buon successo e fu esportata anche in America. Ne verranno prodotti circa 4500 esemplari.
Nel 1964 presenta un piccolo ciclomotore a 2 tempi monomarcia, il Laverdino 49, dall'economico prezzo di 50.000 lire, ma dotato di interessanti innovazioni tecniche, come il serbatoio in materiale plastico e i freni a disco con comando a filo.

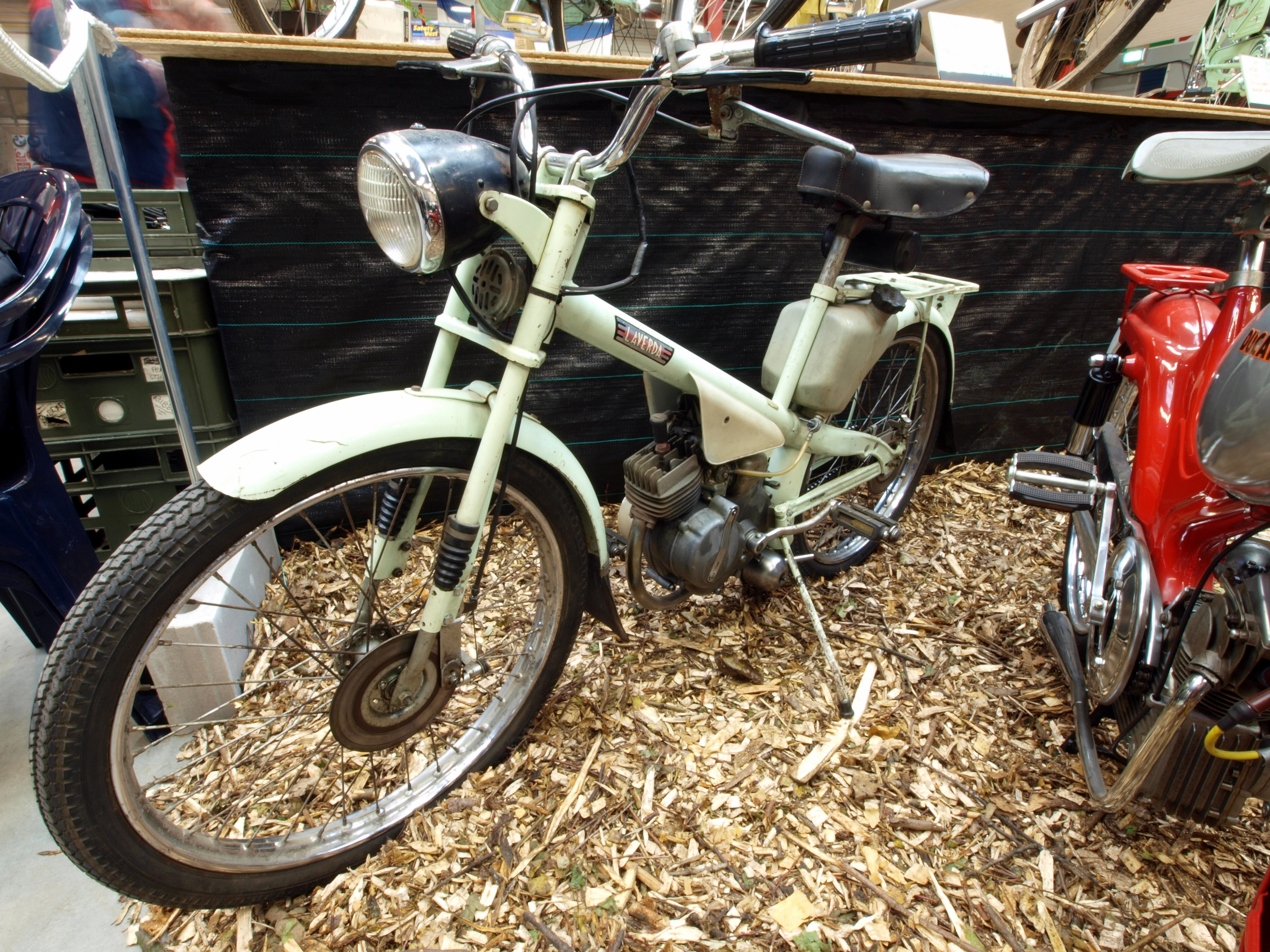
Laverda Laverdino 49 del 1964

Nel 1965 al Motosalone di Milano viene presentata una moto 125 cm³ 4 tempi monocilindrica orizzontale di cui saranno disponibili 4 versioni: Sport, Trail, America e Regolarità Corsa.
Nel 1964 Massimo Laverda, figlio del fondatore Francesco, imprime una svolta importante alla gamma del marchio di Breganze. Decide di sviluppare moto di grossa cilindrata e presenta due anni dopo la Laverda 650 cm³, cui seguirà l'anno successivo la 750 cm³ che otterrà un notevole successo commerciale.

Una Laverda 750SF

La Laverda GT 750, ancora allo stadio di prototipo, in fase di test nel 1967

È del 1970 la Laverda SF 750 che verrà prodotta fino al 1975 insieme alla versione Competizione denominata 750 SFC, plurivittoriosa nelle gare riservate alle moto di serie e nelle gare di durata. Potenza 72 CV velocità 220 km/h. Tra il 1971 ed il 1976 furono prodotte 600 unità in tre versioni.
All'inizio degli anni 70 nasce anche una serie di maximoto di cilindrata 1000 cm³ o 1200 cm³ che giungerà fino alla fine degli anni ottanta. Queste maxi moto tre cilindri anticiperanno la tendenza futura verso le grosse cubature. Saranno moto robuste, ma pesanti da condurre. Da segnalare le serie Jota (soprattutto nelle versioni bicolore) e 3CL a tre cilindri.
Nel 1978 fu costruita la 500 Formula 52 CV 152 kg per la quale fu organizzato un trofeo monomarca di 6 prove su vari circuiti e che venne disputato per 4 anni fino al 1981.
La Laverda 6 cilindri venne prodotta in due soli esemplari ma aveva soluzioni d'avanguardia derivate dalle vetture di Formula 1: Motore 6 cilindri a V di 90° longitudinale 995,45 centimetri cubi, distribuzione comandata a catena con doppio albero a camme in testa quattro valvole per cilindro, lubrificazione a carter secco con doppia pompa e serbatoio dell'olio separato. Alimentazione per mezzo di sei carburatori monocorpo invertiti, raffreddamento a liquido, cambio a 5 marce trasmissione ad albero cardanico. Il progetto venne realizzato da Giulio Alfieri e portato in gara sperimentalmente da Nico Cereghini nel 1978. Telaio in traliccio al cromo molibdeno, potenza 140 CV, interasse 1470 mm, peso 216 kg, velocità oltre 270 km/h. Nel 1979 fu cambiato il regolamento e le moto con più di 4 cilindri non poterono più correre quindi non partecipò ad altre gare.
Le ultime evoluzioni del tre cilindri di 1000 cm³ degli anni '80 avranno scelte estetiche nuove rispetto alle linee tradizionali e saranno rinnovati in alcuni dettagli importanti del motore, come la fasatura da 180° ai 120°.
Il modello RGS1000 (1982) si presenterà con un'estetica avveniristica per il periodo, con linee filanti e ben raccordate, e soluzioni originali come le pedane regolabili (dispositivo brevettato) e il tappo del serbatoio nel cupolino. A questo modello si aggiungeranno le versioni RGA, Jota, Executive (dedicata al turismo) e la SFC, modello dalle velleità più sportive.
Se inizialmente la Laverda RGS 1000 ebbe un buon successo commerciale, gli anni successivi, a causa di una concorrenza sempre più agguerrita e propositiva, videro invecchiare velocemente il modello e le varianti proposte. La causa principale era nel reale invecchiamento del suo progetto strutturale risalente alla fine degli anni '70 e quindi nella mancanza di adeguati investimenti atti al rinnovamento tecnologico del modello e le richieste calarono avviando quel processo di difficoltà che, nella seconda metà degli anni '80, porterà la fabbrica alla chiusura.
Le versioni sportive delle moto Laverda sono state sempre contraddistinte dal colore arancio, divenuto nel tempo un marchio di fabbrica.
Le cilindrate inferiori di 350 cm³ e 500 cm³ non vengono comunque abbandonate e affiancano i modelli di più elevata cubatura. Vengono prodotti anche modelli di piccola cilindrata che ottengono un lusinghiero successo di vendite come la serie delle Laverda LZ.
Dopo una prima chiusura, negli anni '90 viene tentata una rinascita produttiva, ma l'azienda registra una fase di profonda crisi finanziaria e di mercato.

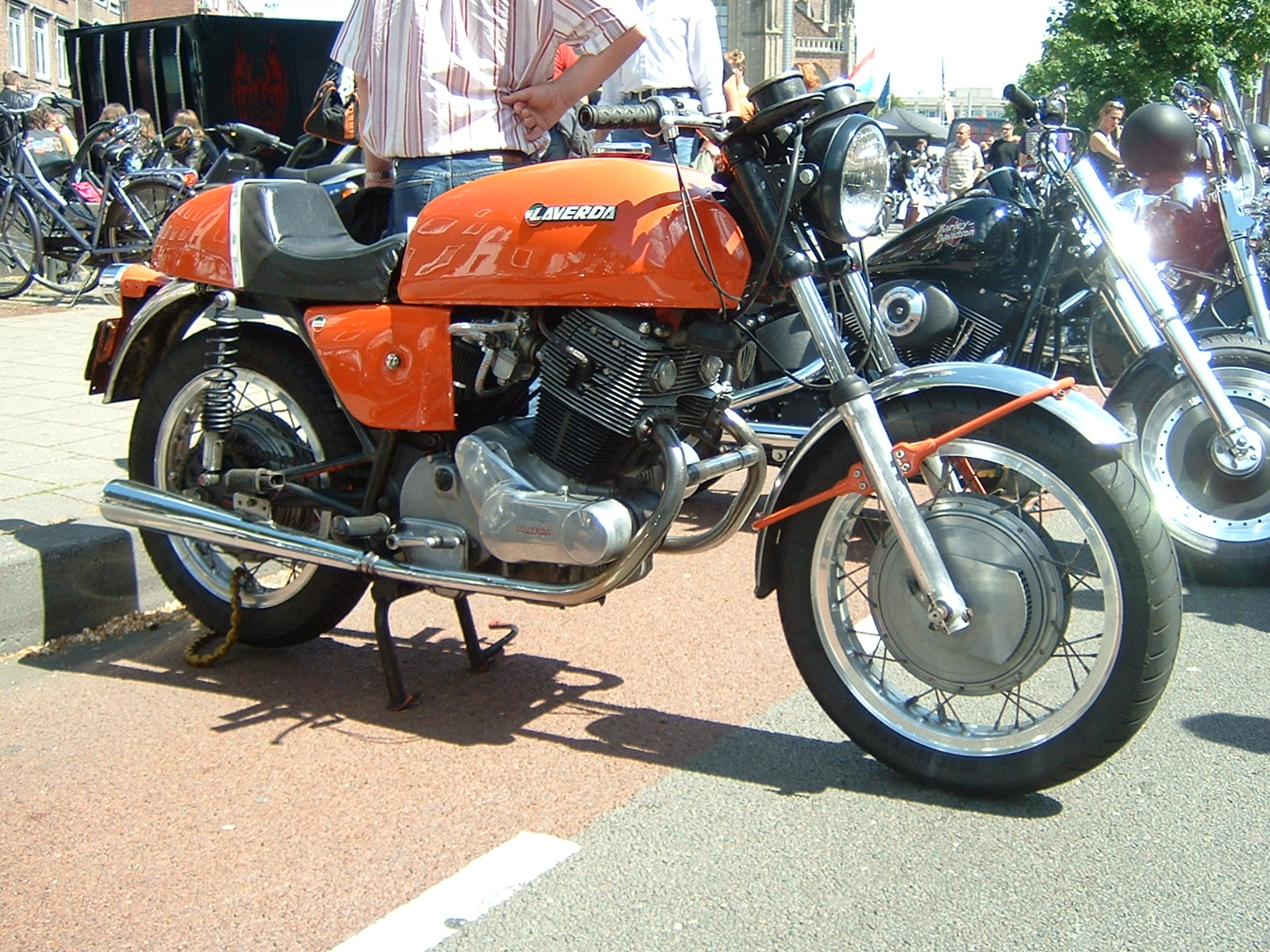
Un motociclo Laverda

Nell'ottobre 1993 nasce la I.Mo.La. SpA (International Moto Laverda), che vede impegnate, in tempi diversi, tre famiglie imprenditoriali venete in tre settori diversi: Paolo e Valentino Brazzale, settore alimentare; Nadir e Roberto Spezzapria titolari della Forgital, settore meccanico, e Francesco Tognon, promotore dell'iniziativa, settore abbigliamento. Abbandonata la sede storica (ceduta nel frattempo al Gruppo Diesel), la produzione viene riavviata in un piccolo opificio di 5.000 m², sito nel comune di Zanè, mantenendo a Breganze solo la sezione ricambi. Nei primi due anni le nuove moto vennero vendute esclusivamente sui mercati esteri, tornando alla distribuzione sul mercato italiano nel 1995. Il primo bilancio mostrava un fatturato di 200 milioni di lire, ma nel '95 salì a 9 miliardi, nel '96 a 18 miliardi e nel 1997 32 miliardi, con 1500 moto vendute all'estero. Il 1998 è l'anno del ritorno nel mercato italiano, con modelli come la Ghost e la Ghost Strike, equipaggiati di motore bicilindrico frontemarcia raffreddato ad aria con una cilindrata 668 cm³ e dotate di telaio a traliccio in tubi di acciaio.
I suddetti modelli vengono affiancati da un più evoluto motore 750 cm³ raffreddato a liquido. La Strike 750 e il modello 750 S equipaggiati di motore bicilindrico fronte marcia saranno dotate di telaio scatolato. A queste si aggiungeranno le versioni di 650 cm³, come la "Legend", la "Cafè racer" e la "Black strike", oltre al modello più stradale "Formula", il più sportivo in tutta la gamma (che partecipò anche a qualche gara in Inghilterra nella Superstock con il team Alto Performance Racing).
Nonostante la componentistica di alto livello, come i freni Brembo, cerchi forgiati Marchesini, sospensioni Paioli, e le ottime doti dinamiche, queste moto non riusciranno però a fare breccia nei cuori degli appassionati portando ad una nuova chiusura della produzione, schiacciata da quella nipponica e da quella della Ducati.
Nel 2000 è stata acquisita dall'Aprilia entrando a far parte del gruppo che comprendeva anche Moto Guzzi.
Nel 2000 è stata presentata la Lynx 650, una naked con telaio misto tubi a traliccio in acciaio e piastre in alluminio, con motore di derivazione Suzuki SV 650; questo modello non è mai entrato in produzione, ma può essere considerato l'antenato dell'Aprilia Shiver 750.
Al Motorshow 2002 è stata presentata la SFC1000 (dotata del motore bicilindrico a V di Aprilia), per poi essere ripresentata in versione definitiva al Salone di Milano nel settembre del 2003. Era pronta per entrare in produzione in una serie limitata di 549 veicoli (come la prima serie SFC) e successivamente in una seconda serie più economica, ma poi il gruppo Aprilia nel 2004 è stato ceduto al gruppo Piaggio. Negli ultimi anni Laverda commercializzava una serie di scooter (il SYM Joyride rimarchiato Laverda Phoenix) e quad di importazione.
Massimo Laverda, uomo fondamentale per il marchio e per i suoi successi, è morto il 26 ottobre 2005 per arresto cardiaco.
La produzione termina ufficialmente nel 2006. Il sito di produzione delle moto Laverda è ora diventato sede del gruppo di moda OTB Group.

## Produzione
Modelli storici della Moto Laverda:
Ciclomotori
- 4T Turismo (1958-1961)
- 4T Sport (1958-1961)
- LZ 50 (1981-1984)
- Gaucho 50 (1990-1993)

Motoleggere
- 75 S (1950-1954)
- 100 (1955-1960)
- 125 (1966-1969)
- LZ 125 (1978-1983)
- LB 125 (1984-1985)
- Lesmo 125 (1985-1986)
- CU Ride 125 (1986-1990)
- Toledo 125 (19??-19??)
- LZ 175 (1978-19??)
- Laverda 150 American Eagle Renegade (1969-1970)
- 200 (1962-1967)
- Navarro (1990-1992)

Motopesanti
- 350 (1977-1981)
- 500 (1977-1983)
- 650 (1968-1969)
- 668 (1995-2001)
- 750 GT (1969-1976)
- 750 S (1969-1970)
- 750 SF (1970-1978)
- 750 SFC (1971-1976)
- Laverda 650 (1995-1996)
- Laverda 668 (1996-1997)
- Laverda 750 (1997-2001)
- 1000 3C (1972-1977)
- 1000 Jota (1976-1983)
- 1000 RGS (1982-1986)
- 1000 RGA (1984-1986)
- 1000 SFC (1985-1986)
- 1200 T (1978-1981)
- 1200 TS (1979-1982)

Fuoristrada
- Atlas 50 (1986-1990)
- 125 Trail (1966-1969)
- 125 LH (1975-1979)
- 125 Regolarità (1977-1980)
- 250 Chott (1974-1976)
- 250 2TR (1975-1979)
- Atlas 600 (1986-1990)

Scooter
- 50 Mini (1959-1962)
- 60 Mini (1962-1965)
- Phoenix (2001-2005)[7]

Competizione
- 1000 V6

Prototipi
- 350 GS Lesmo (1985)
- CR 600 Cruiser (1987)
- El Cid 700 (1989)
- Hidalgo 668 (1989)
- TTS 800 (2001)
- Motore 750 4 cilindri 16 valvole (1985)
- Motore 900 3 cilindri 12 valvole (2001)

## L'ultima gamma
Motociclette
- Lynx 650 (presentato prototipo ma mai entrata in produzione)

Quad
- Quasar
- Quasar 4x4
- MiniQuasar

Scooter
- Phoenix